# Adderall
Adderall es el nombre comercial y denominación más comúnmente utilizada para referirse al medicamento combinado que contiene cuatro sales de anfetamina. La mezcla está compuesta a partes iguales de anfetamina y dextroanfetamina, que resulta en una proporción final 3:1 entre dextroanfetamina y levoanfetamina, los dos estereoisómeros de la anfetamina. Aunque ambos enantiómeros son estimulantes, sus propiedades difieren lo suficiente como para que Adderall tenga una farmacodinámica diferente a la de la anfetamina racémica o la dextroanfetamina, que se comercializan bajo otras marcas comerciales. Es un potente estimulante del sistema nervioso central y está clasificado en la clase de las fenetilaminas. Está indicado para el tratamiento del trastorno por déficit de atención con hiperactividad (TDAH) y la narcolepsia, pero también se utiliza, dadas sus propiedades estimulantes, como un potenciador del rendimiento deportivo y cognitivo, como supresor del apetito y de forma recreativa como afrodisíaco y euforizante. El riesgo de desarrollar adicción hacia este compuesto es de bajo a moderado en circunstancias normales.
Adderall tiene un nivel de tolerancia generalmente bueno y es eficaz para el tratamiento de los síntomas del TDAH y la narcolepsia. En dosis terapéuticas, Adderall causa una serie de efectos cognitivos y emocionales, como euforia, cambios en el deseo sexual, supresión del apetito, disminución de la necesidad de dormir y mejor control cognitivo. En dosis adecuadas provoca algunos cambios físicos, como unos mejores tiempos de reacción, resistencia al cansancio y aumento de la fuerza muscular. En cambio, altas dosis del medicamento pueden provocar cambios en el control cognitivo, rabdomiólisis, ataques de pánico e incluso inducir a psicosis de diversa índole, especialmente paranoia, delirios y alucinaciones. Sus efectos secundarios son muy variables, aunque los más comunes son el insomnio, la sequedad bucal y la pérdida de apetito y peso. Aunque el riesgo de desarrollar adicción o alguna forma de dependencia es muy escasa si se sigue la dosis diaria recomendada –por ejemplo las empleadas para el TDAH–, un consumo diario de altas dosis conlleva un riesgo significativo de padecer adicción o dependencia por los efectos neuroquímicos que las anfetaminas provocan en el cerebro. Las dosis utilizadas con fines recreativos son por lo general mucho mayores que las dosis consumidas con fines sanitarios, por lo que esta modalidad de uso fuera del control médico entraña riesgos muchos mayores de sufrir efectos adversos graves, como muerte súbita o episodios cardiovasculares graves.
Los dos enantiómeros de la anfetamina que componen Adderall, la levoanfetamina y la dextroanfetamina, alivian los síntomas del TDAH y la narcolepsia al aumentar la actividad de los neurotransmisores dopamina y noradrenalina en el cerebro, lo que tiene como consecuencia interacciones con el receptor 1 asociado a las aminas traza (TAAR) y los transportadores vesiculares de monoaminas (VMAT) en las neuronas. La dextroanfetamina es un estimulante del sistema nervioso central (SNC) más potente que la levoanfetamina, pero esta última tiene efectos cardiovasculares y periféricos ligeramente superiores y una vida media más elevada que la dextroanfetamina. El principio activo de Adderall, la anfetamina, comparte muchas propiedades químicas y farmacológicas con las aminas traza humanas, particularmente con la fenelitilamina y N-Metilfenetilamina; esta última es además un isómero posicional de la anfetamina.
Los compuestos cuyo principio activo es la anfetamina están sujetos a numerosas restricciones en todo el mundo. Adderall es un medicamento disponible bajo receta médica ampliamente consumido en algunos países. Adderall fue, por ejemplo, el 24.º medicamento más recetado en los Estados Unidos en 2018, con más de 25 millones de recetas –ocho veces más que un lustro antes–.